# Романицкий, Борис Васильевич

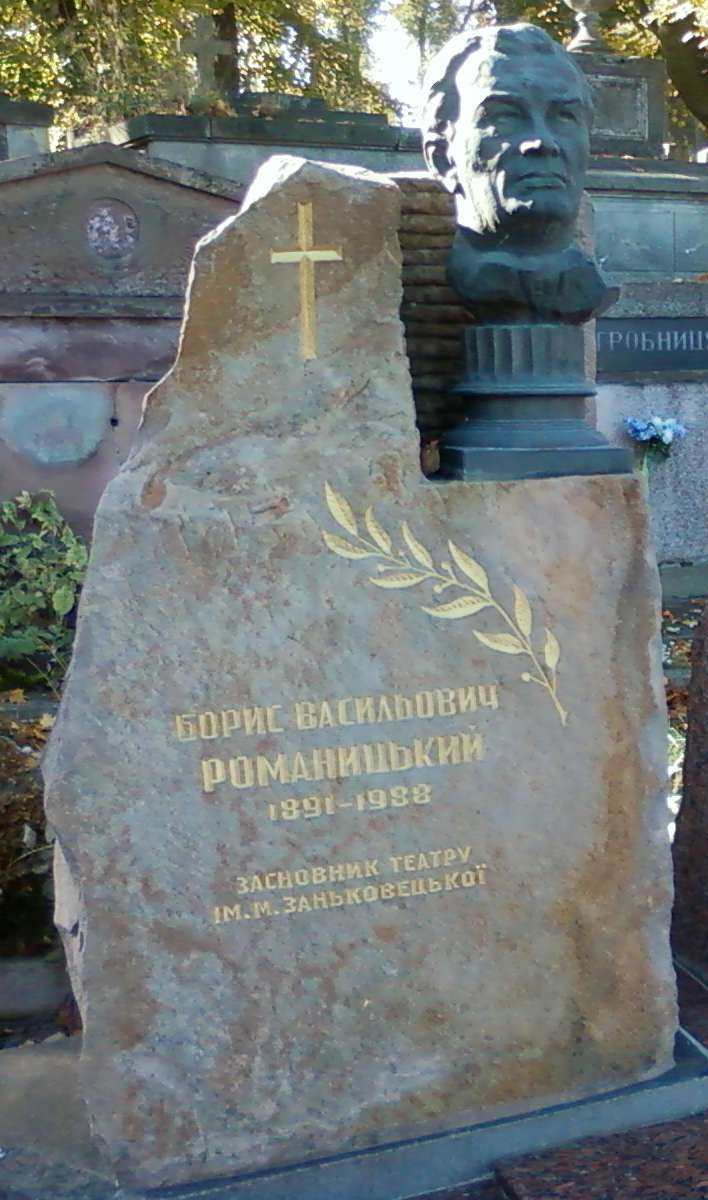
Памятник на могиле Бориса Романи́цкого на Лычаковском кладбище (Львов)

Борис Васильевич Романи́цкий (укр. Борис Васильович Романицький; 1891—1988) — советский, украинский актёр, театральный режиссёр. Народный артист СССР (1944). Лауреат Сталинской премии третьей степени (1950).

## Биография
Борис Романицкий родился 18 (30) марта 1891 года в селе Чернобай (ныне в Золотоношском районе Черкасской области Украины).
С 1913 года начал выступать на сцене в труппе П. К. Саксаганского.
В 1915 году окончил Киевскую музыкально-драматическую школу им. Н. Лысенко (ныне Киевский национальный университет театра, кино и телевидения имени И. К. Карпенко-Карого) и был принят в Товарищество украинских актёров под руководством И. А. Марьяненко, М. К. Заньковецкой и П. К. Саксаганского.
С 1918 по 1922 годы — актёр и режиссёр Государственного народного театра под руководством П. К. Саксаганского, созданного на базе Национального образцового театра (Киев). В эти же годы был актёром и режиссёром Народного театра Нежина.
С 1922 года — один из основателей, художественный руководитель (до 1948), актёр и режиссёр Украинского драматического театра им. М. Заньковецкой, созданного на базе Народного театра (Киев). В 1923 году вместе с театром выехал из Киева на долговременные гастроли, с 1931 — в Запорожье, с 1944 — во Львове.
Создавал сценические образы, отличающиеся остротой характеристики и разнообразием красок. Раскрывал лучшие человеческие качества в сценических образах современников.
Автор книги «Украинский театр в прошлом и настоящем».
Член ВКП(б) с 1950 года.
Борис Васильевич Романицкий умер 24 августа 1988 года во Львове. Похоронен на Лычаковском кладбище.

### Семья
- Жена — Надежда Петровна Доценко (1914—1994), актриса театра и кино. Народная артистка СССР (1972).

## Звания и награды
- Заслуженный артист Украинской ССР (1928)
- Народный артист Украинской ССР (1940)
- Народный артист СССР (1944)
- Сталинская премия третьей степени (1950) — за постановку спектакля «На большую землю» А. Ф. Хижняка
- Государственная премия Украинской ССР им. Т. Шевченко (1974) — за исполнение роли Граса в спектакле «Маклена Граса» Н. Кулиша и выдающийся вклад в развитие украинского театрального искусства
- Два ордена Ленина (1951, 1960)
- Орден Октябрьской Революции (1981)
- Орден Трудового Красного Знамени (1947)
- Орден «Знак Почёта»
- Медаль «В ознаменование 100-летия со дня рождения Владимира Ильича Ленина»
- Медаль «За доблестный труд в Великой Отечественной войне 1941—1945 гг.»

## Творчество

### Роли в театре
- «Наймичка» И. К. Карпенко-Карого — Панас
- «Бесталанная» И. К. Карпенко-Карого — Гнат
- «Савва Чалый» И. К. Карпенко-Карого — Чалый, Потоцкий
- «Черноморцы» М. П. Старицкого — Цвиркун
- «Зимний вечер» М. П. Старицкого — Подорожный
- «Две семьи» М. Л. Кропивницкого — Самрось
- «Украденное счастье» И. Я. Франко — Микола Задорожный
- «Сон князя Святослава» И. Я. Франко — Святослав
- «Мещане» М. Горького — Тетерев
- «Васса Железнова» М. Горького — Храпов
- «Дядя Ваня» А. П. Чехова — Иван Петрович Войницкий
- «Уриэль Акоста» К. Гуцкова — Уриэль Акоста
- «Гибель эскадры» А. Е. Корнейчука — Гайдай
- «Платон Кречет» А. Е. Корнейчука — Платон Иванович Кречет
- «Любовь Яровая» К. А. Тренёва — комиссар Роман Кошкин, матрос Швандя
- «Русские люди» К. М. Симонова — Иван Никитич Сафонов
- «Счастье» П. А. Павленко и Э. С. Радзинского — Алексей Вениаминович Воропаев
- «Разбойники» Ф. Шиллера — Карл Моор
- «Суета» И. К. Карпенко-Карого — Иван
- «Калиновая роща» А. Е. Корнейчука — Иван Петрович Романюк
- «Слуга двух господ» К. Гольдони — Труффальдино
- «Чужая тень» К. М. Симонова — Сергей Александрович Трубников
- «Шторм» В. Н. Биль-Белоцерковского — Раевич
- «Маклена Граса» Н. Г. Кулиша — Грас
- 1926 — «Отелло» У. Шекспира — Отелло
- 1950 — «На большую землю» А. Ф. Хижняка — Вовчук

### Постановки в театре
- 1925 — «97» Н. Кулиша
- 1927 — «Любовь Яровая» К. А. Тренёва
- 1929 — «Диктатура» И. К. Микитенко
- 1931 — «Страх» А. Н. Афиногенова
- 1933 — «Гибель эскадры» А. Е. Корнейчука
- 1937 — «Правда» А. Е. Корнейчука
- 1938 — «Последние» М. Горького
- 1940 — «В степях Украины» А. Е. Корнейчука
- 1946 — «Три сестры» А. П. Чехова
- 1950 — «На большую землю» А. Ф. Хижняка
- 1954 — «Камо» А. С. Левады
- «Разбойник Кармелюк» Л. М. Старицкой-Черняховской
- «Чужие люди» В. К. Винниченко
- «Республика на колёсах» Я. А. Мамонтова
- «Розовая паутина» Я. А. Мамонтова
- «Княжна Виктория» Я. А. Мамонтова
- «На камне горит» Я. А. Мамонтова
- «Марко в аду» И. А. Кочерги
- «Фея горького миндаля» И. А. Кочерги
- «Семья щёточников» М. Ирчана
- «Последняя встреча» А. С. Левады
- «Миссия мистера Перкинса в страну большевиков» А. Е. Корнейчука
- «Олекса Довбуш» Л. Первомайского
- «Малая победа» В. Н. Собко
- «Привидения» Г. Ибсена

### Фильмография
- 1979 — Хозяин (фильм-спектакль) — Золотницкий